# Christopher Merrett
Pour les articles homonymes, voir Merret.
Christopher Merrett ou Merret, né le 16 février 1614 à Winchcombe dans le Gloucestershire et mort le 16 août 1695  à Londres, est un médecin et un naturaliste britannique.

## Biographie
Après ses études à Oxford, Christopher Merrett pratique la médecine.
La principale œuvre de Merrett est Pinax rerum naturalium britannicarum, paru en 1667, qui est la première description de la faune anglaise (incluant aussi des descriptions de fossiles ou de minéraux). Le but de Merrett était de remplacer la Phytologia Britannica, natales exhibens indigenarum stirpium sponte emergentium de William How (1650).
Merret n'est pas un naturaliste de terrain mais un simple compilateur d'ouvrages, son but premier est de rassembler des données pharmacologiques utiles pour le médecin.
Ses descriptions sont largement basées sur les travaux de John Jonston (1603-1675) et d'Ulisse Aldrovandi (1522-1605). Malgré cette réserve, il participe à l'essor de l'histoire naturelle britannique en fournissant une base pour son étude.
Merrett publie également quelques observations sur la physiologie végétale dans les Philosophical Transactions ainsi que sur la métallurgie.
Merrett est parfois associé au mythe de la découverte de la méthode champenoise au travers d'une légende de 1662, alors que l'invention du Champagne est traditionnellement attribuée à Pierre Pérignon, dit Dom Pérignon[réf. nécessaire].
Il est également connu pour The Art of Glass (1662), traité de préparation des matériaux pour la fabrication du verre. Il le dédicace à Robert Boyle. Merrett est devenu membre de la Royal Society le 20 mai 1663.